# Nucula (zoologia)
Nucula Lamarck, 1799 è un genere di vongole d'acqua salata della famiglia Nuculidae. 

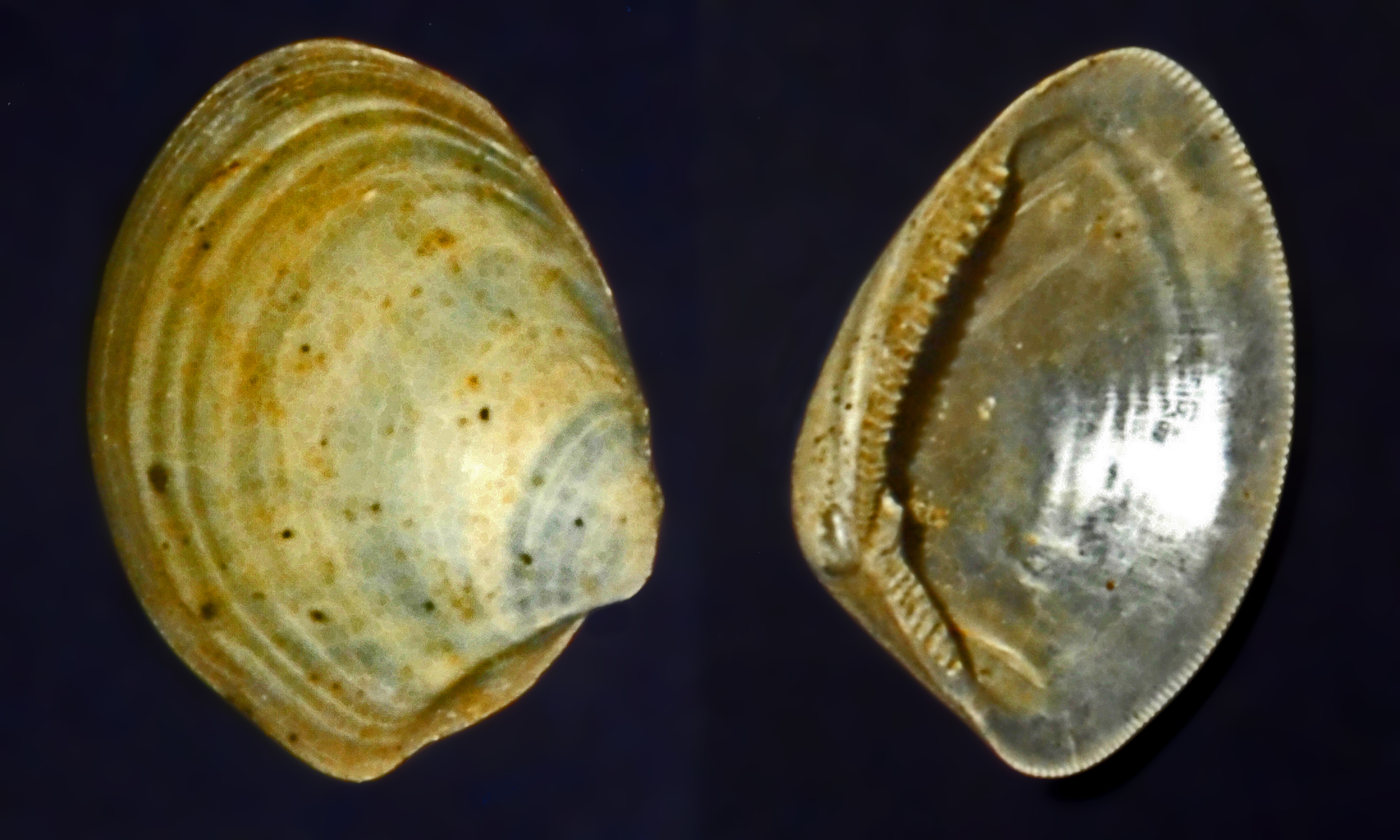
Valvole fossili di Nucula piacentina del Pliocene (Italia)

## Descrizione
Le conchiglie delle specie di questo genere possono raggiungere una dimensione di circa 30 mm. Sono equivalenti, simmetrici, approssimativamente triangolari; la superficie presenta sottili linee di crescita concentriche.
Queste vongole vivono nella sabbia fangosa ad una profondità di 20-200 metri.

## Distribuzione e habitat
Le condizioni preferenziali per quanto riguarda l'habitat del genere Nucula sono:
- fondali marini con sabbia fine e fangosa
- maree moderatamente forti (da 1 a 3 nodi)
- acque con un alto livello di salinità.

## Resti fossili
Questo genere è molto antico: i fossili sono noti dei periodi che vanno dall'Arenig al Quaternario (fascia d'età: da 478,6 a 0,0 milioni di anni fa). I fossili si trovano negli strati marini di tutto il mondo.

## Specie
Al giorno d'oggi ci sono ancora molte specie di questo genere che non hanno subito alcun cambiamento nel corso del tempo. Le specie del genere Nucula includono:
- Nucula aegeensis Jeffreys, 1879
- Nucula annulata Hampson, 1971
- Nucula atacellana Schenck, 1939
- Nucula austrobenthalis Dell, 1990
- Nucula beachportensis Verco, 1907
- Nucula benguelana A. H. Clarke, 1961
- Nucula brasiliana Esteves, 1984
- Nucula calcicola Moore, 1977
- Nucula callicredemna Dall, 1890
- Nucula cancellata Meek & Hayden, 1856
- Nucula cardara Dall, 1916
- Nucula carlottensis  Dall, 1897
- Nucula certisinus Finlay, 1930
- Nucula chrysocome
- Nucula consentanea Melvill & Standen, 1907
- Nucula covra Bergmans, 1978
- Nucula crassicostata E. A. Smith, 1872
- Nucula crassidens Nicklès, 1955
- Nucula crenulata A. Adams, 1856
- Nucula crystallina Poppe, Tagaro & Stahlschmidt, 2015
- Nucula culebrensis E. A. Smith, 1885
- Nucula cymella Dall, 1886
- Nucula darella Dall, 1916
- Nucula declivis Hinds, 1843
- Nucula delphinodonta Mighels & C. B. Adams, 1842
- Nucula distincta Turton, 1932
- Nucula donaciformis E. A. Smith, 1895
- Nucula dorsocrenata Habe, 1977
- Nucula dunedinensis Finlay, 1928
- Nucula exigua G. B. Sowerby I, 1833
- Nucula exodonta Prashad, 1932
- Nucula faba Xu, 1999
- Nucula falklandica Preston, 1912
- Nucula fernandensis Villarroel, 1971
- Nucula fernandinae Dall, 1927
- Nucula gallinacea Finlay, 1930
- Nucula granulosa Verrill, 1884
- Nucula groenlandica Posselt, 1898
- Nucula hanleyi Winckworth, 1931
- Nucula hartvigiana Pfeiffer, 1864
- Nucula hawaiensis Pilsbry, 1921
- Nucula inconspicua H. Adams, 1871
- Nucula insignis Hayami & Kase, 1993
- Nucula interflucta Marincovich, 1973
- Nucula iphigenia Dall, 1896
- Nucula irregularis G. B. Sowerby III, 1904
- Nucula izushotoensis Okutani, 1966
- Nucula kanaka Bergmans, 1991
- Nucula kerguelensis Thiele, 1912
- Nucula libera Bergmans, 1991
- Nucula malabarica Hanley, 1860
- Nucula mariae Nolf, 2005
- Nucula marmorea Hinds, 1843
- Nucula marshalli Schenck, 1939
- Nucula mayi Iredale, 1930
- Nucula mesembrina Hedley, 1916
- Nucula mitralis Hinds, 1843
- Nucula multidentata Prashad, 1933
- Nucula nicklesi Cosel, 1995
- Nucula nitidosa Winckworth, 1930  (nome non accettato: Nucula turgida Leckenby & Marshall, 1875)
- Nucula nitidula A. Adams, 1856
- Nucula nitidulaformis Powell, 1971
- Nucula notobenthalis Thiele, 1912
- Nucula nucleus (Linneo, 1758)
- Nucula oppressa Bergmans, 1991
- Nucula papillifera Thiele & Jaeckel, 1931
- Nucula paulula A. Adams, 1856
- Nucula percrassa (Conrad, 1858 )
- Nucula pisum G. B. Sowerby I, 1833
- Nucula planiculmen Kilburn, 1999
- Nucula praetenta Iredale, 1924
- Nucula profundorum E. A. Smith, 1885
- Nucula proxima Say, 1822
- Nucula pseudoexigua Villarroel & Stuardo, 1998
- Nucula pusilla Angas, 1877
- Nucula recens Dell, 1956
- Nucula revei Bergmans, 1978
- Nucula rhytidopleura Kilburn, 1999
- Nucula rossiana Finlay, 1930
- Nucula rugulosa G. B. Sowerby I, 1833
- Nucula saltator Iredale, 1939
- Nucula schencki Hertlein & Strong, 1940
- Nucula sculpturata G. B. Sowerby III, 1904
- Nucula semen Thiele & Jaeckel, 1931
- Nucula semiornata d'Orbigny, 1842
- Nucula sericea Thiele & Jaeckel, 1931
- Nucula striolata A. Adams, 1856
- Nucula suahelica Thiele & Jaeckel, 1931
- Nucula subluxa Kilburn, 1999
- Nucula subovata Verrill & Bush, 1898
- Nucula sulcata Bronn, 1831
- Nucula sultana Thiele & Jaeckel, 1931
- Nucula surinamensis Van Regteren Altena, 1968
- Nucula tamatavica Odhner, 1943
- Nucula tenuis (Montagu, 1808)
- Nucula tersior Marwick, 1929 †
- Nucula thielei Schenck, 1939
- Nucula tokyoensis Yokoyama, 1920
- Nucula torresi E. A. Smith, 1885
- Nucula trigonica Lan & Lee, 2001
- Nucula tumidula (Malm, 1860
- Nucula venezuelana Weisbord, 1964
- Nucula vincentiana Cotton & Godfrey, 1938
- Nucula zophos A. H. Clark, 1960

## Specie estinte
Le specie estinte del genere Nucula includono:
- N. alcocki † Noetling 1895
- N. andersoni † Clark & Durham 1946
- N. assiniboiensis † Russell & Landes 1937
- N. athabaskensis † McLearn 1931
- N. brewsterensis † Hassan 1953
- N. cancellata † Meek & Hayden 1857
- N. cancellata † Vredenburg 1928
- N. catalina † Olsson 1930
- N. chrysocoma † Dall 1908
- N. cilleborgensis † Ravn 1907
- N. concinna † Sowerby 1836
- N. cossmanni † Vincent 1892
- N. costaeimbricatus † Newton 1922
- N. crepida † Marwick 1931
- N. cunifrons † Conrad 1860
- N. domandaensis † Eames 1951
- N. gabbiana † Dickerson 1916
- N. greppina † Deshayes 1858
- N. major † Richards 1944
- N. mancorensis † Olsson 1931
- N. martini † Finlay 1927
- N. micheleae † Marincovich jr. 1993
- N. morundiana † Tate 1886
- N. narica † Vredenburg 1928
- N. nejdensis † Abbass 1972
- N. njalindugensis † Martin 1919
- N. observatoria † Ihering 1907
- N. orbicella † Olsson 1922
- N. paboensis † Olsson 1931
- N. paytensis † Adams 1856
- N. piacentina †  Lamarck
- N. pilkeyi † Ward & Blackwelder 1987
- N. planimarginata † Meek & Hayden 1857
- N. praemissa † Semper 1861
- N. prunicola † Dall 1898
- N. rembangensis † Martin 1919
- N. reticularis † Ortmann 1900
- N. sedanensis † Haanstra & Spiker 1932
- N. semistriata † Tate 1886
- N. shaleri † Dall 1894
- N. sinaria † Dall 1898
- N. stantoni † Stephenson 1923
- N. studeri † d'Archiac 1850
- N. subrotundata † Morningstar 1922
- N. subtransversa † Nyst 1844
- N. suprastriata † Arnold 1903
- N. tallahalaensis † Dockery 1982
- N. taphria † Dall 1898
- N. tatriana † King 1850
- N. tersior † Marwick 1929
- N. tumida † Tenison Woods 1877
- N. turgens † Wood 1879
- N. venezuelana † Weisbord 1964
- N. ventricosa † Hall 1868
- N. vestigia † Marwick 1929
- N. vicksburgensis † Conrad 1848
- N. waikuraensis † Marwick 1931
- N. washingtonensis † Weaver 1916